# CoRoT-7
Désignations
CoRoT-7 est un système stellaire binaire et un système planétaire. Il est situé à environ ∼ 524 a.l. (∼ 161 pc) du Système solaire et localisée dans la constellation de la Licorne.
CoRoT-7 A est une étoile naine jaune de type spectral G9V. Elle est moins lumineuse que le Soleil. Elle possède un rayon équivalent à 82 % de celui du Soleil et une masse d'environ 91 % de celle du Soleil.
Trois planètes ont été découvertes autour de cette étoile en utilisant le télescope spatial CoRoT : CoRoT-7 b, CoRoT-7 c et CoRoT-7 d (ou, formellement, CoRoT-7 Ab, Ac et Ad depuis la découverte de CoRoT-7 B).
En janvier 2021 est annoncée la découverte d'un compagnon stellaire : CoRoT-7 B, une naine rouge.

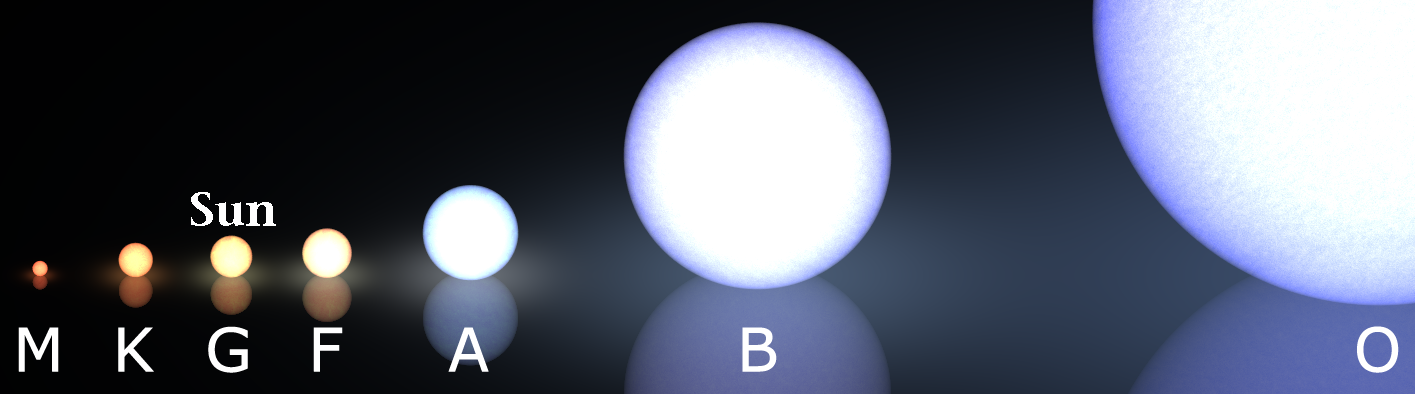
CoRoT-7 est une naine jaune de type G9, un peu moins massive que le Soleil (G2).